# Жан Тінгелі
Жан Тінгелі (фр. Jean Tinguely; 22 травня 1925, Фрібур, Швейцарія — 30 серпня 1991, Берн, Швейцарія) — швейцарський художник і скульптор, відомий своїми кінетичними скульптурами. Він був провідною фігурою в русі Нових реалістів і одним з найвпливовіших художників XX століття, що працював з рухом, звуком і елементами гри.

## Біографія
Жан Тінгелі народився 22 травня 1925 року у Фрібурі, Швейцарія. Його дитинство пройшло в Базелі, де він пізніше навчався.
З 1941 по 1945 рік Тінгелі навчався у Школі декоративних мистецтв у Базелі. Вже в цей період він виявляв інтерес до різних механізмів, руху та експериментів з нетрадиційними матеріалами. Він працював художником-декоратором і занурився в світ мистецтва, перебуваючи під впливом таких рухів, як дадаїзм та сюрреалізм.

## Переїзд до Парижа
У 1952 році Тінгелі переїхав до Парижа, що стало поворотним моментом у його кар'єрі. Саме тут він почав активно розвивати свою концепцію рухомих скульптур та «Автодеструктивного мистецтва»
У 1954 році він провів свою першу велику виставку, де представив серію «Мета-матики» (Meta-matics). Тінглі створював абстрактні малюнки, часто з іронічним підтекстом щодо автоматизації творчості. Багато його робіт були розроблені для самознищення («autodestructive art») що символізувало його критику індустріального суспільства, яке, на його думку, рухалося до самознищення. Його «машини» часто створювали безглуздий шум, не мали жодного практичного застосування і підкреслювали абсурдність людської діяльності. Він хотів, щоб його роботи «були схожими на цирк» — веселі, гучні та непередбачувані. Тінгелі часто використовував «знайдені об'єкти» (objets trouvés) — металобрухт, старі двигуни, колеса, важелі та інші промислові відходи. Це підкреслювало його анти-комерційний підхід до мистецтва
У 1960 році Тінгелі став одним із співзасновників руху Нових реалістів(Nouveaux Réalistes) разом з такими художниками, як Ів Кляйн, Нікі де Сен Фаль (яка згодом стала його дружиною), Арман та інші. Цей рух прагнув повернути мистецтво до реальності, використовуючи об'єкти повсякденного життя.. Творчість Жана Тінгелі була глибоко вкорінена в критиці суспільства споживання, надмірної індустріалізації та бездумного прогресу.

## Кінетичне мистецтво
Його мистецтво є кінетичним, тобто рухомим, і часто включає елементи шуму, руйнування та випадковості. Він вірив, що мистецтво має бути динамічним, відображаючи рух і зміни у світі. Його скульптури, що складаються з механізмів, електродвигунів, важелів, коліс та різноманітних знайдених предметів, постійно перебувають у русі, створюючи непередбачувані візуальні та звукові ефекти. Він називав свої роботи «метамеханікою» — «машинами», що виходили за рамки свого суто функціонального призначення, стаючи предметами мистецтва.

## Вибрані роботи та проекти
Жан Тінгелі створив численні монументальні та інтимні роботи, які виставлялися по всьому світу:
«Присвята Нью-Йорку» (Homage to New York, 1960): Одна з найвідоміших його робіт — гігантська саморуйнівна машина, побудована у дворі Музею сучасного мистецтва (MoMA) у Нью-Йорку. Вона мала самостійно зруйнуватися під час перформансу, але не спрацювала повністю, що лише додало їй абсурдності та слави.
«Еврика» (Heureka, 1964): Велика кінетична скульптура, встановлена на відкритому повітрі в Цюриху, Швейцарія. Вона складається з різноманітних металевих деталей, що рухаються і видають звуки.
«Циклоп» (Le Cyclop de Jean Tinguely, 1969–1994): Гігантська (22 метри заввишки) скульптура-будівля, розташована в лісі поблизу Міллі-ла-Форе (Milly-la-Forêt), Франція. Цей монументальний проект був розпочатий Тінгелі разом з Нікі де Сен Фаль та за участю багатьох інших художників і був завершений вже після його смерті.
Фонтан Фаснахтсбруннен (Fasnachtsbrunnen, 1977): Відомий також як Фонтан Тінгелі, розташований у Базелі, його рідному місті. Фонтан складається з механічних фігур, що рухаються і розбризкують воду, створюючи грайливу та динамічну композицію.

## Співпраця
Жан Тінгелі був відомий своїми численними співпрацями з іншими художниками, що відображало його ідею колективної творчості та взаємодії. Найважливішою була його співпраця з Нікі де Сен Фаль, Їхній творчий та особистий союз призвів до створення багатьох великих проектів, де кінетичні та механічні елементи Тінгелі доповнювали яскраві, фігуративні та часто монументальні скульптури.
Найвідомішо спільною робото у співпраці з Нікі де Сен Фаль став Стравінського (Stravinsky Fountain, 1983) створений біля Центру Помпіду в Парижі. Це барвистий, грайливий фонтан, що складається з 16 рухомих скульптур, кожна з яких символізує твір Ігоря Стравінського Тінгелі співпрацював з Кляйном над перформансами, які включали саморуйнівні машини та використання синього кольору Кляйна.

## Пам'ять та вплив на сучасне мистецтво
Спадщина Тінгелі проявляється у роботах багатьох сучасних художників, які черпають натхнення з його експериментів з рухом, звуком, використанням знайденних об'єктів та інтерактивністю. Його ідеї про мистецтво як постійний процес змін, а не статичний об'єкт, залишаються надзвичайно актуальними.
На честь Жана Тінгеля у Базелі було відкрито Музей Тінгелі (Museum Tinguely), який містить найбільшу колекцію його робіт і слугує центром для вивчення його спадщини та кінетичного мистецтв